# حذيفة البطاوي
أبو حذيفة البطاوي كان قائدا في جماعة دولة العراق الإسلامية وزعيمها في بغداد. لقد قُتل أثناء محاولة الهروب من السجن في 8 مايو 2011.
اتهم البطاوي بأنه العقل المدبر للهجوم على كنيسة بغداد عام 2010 والذي قتل فيه 70 شخصًا. كما اتُهم مرؤوسوه بالوقوف وراء التفجيرات التي استهدفت مكتب قناة العربية في بغداد والبنك المركزي في المدينة. وفي 27 نوفمبر، أي بعد شهر واحد من تفجير الكنيسة، أعلنت قوات الأمن العراقية أنها ألقت القبض على البطاوي وعدد من المتشددين الآخرين.
في 8 مايو 2011 وخلال تمرد في أحد سجون بغداد، تغلب البطاوي على ضابط شرطة كان يقوده إلى غرفة الاستجواب، وأخذ سلاحه وأطلق النار عليه. البطاوي كان غير مقيد للاستجواب. ثم أطلق البطاوي سراح عدد من السجناء الآخرين المرتبطين به في مذبحة الكنيسة وقتل العميد العراقي مؤيد الصالح، رئيس مكافحة الإرهاب في حي الكرادة بوسط بغداد، قبل أن يُقتل هو نفسه في معركة بالأسلحة النارية. قُتل 17 شخصًا من بينهم 11 من كبار مقاتلي القاعدة، وفقًا لمتحدث باسم شرطة بغداد. قال مصدر آخر بالشرطة إن ثمانية سجناء، معظمهم يواجهون عقوبة الإعدام، قُتلوا مع تسعة من ضباط الأمن، ثلاثة منهم من كبار المسؤولين.